# بازی‌های جهانی پلیس و آتش‌نشانی
بازی‌های پلیس و آتش‌نشانی جهانی (انگلیسی: World Police and Fire Games) یک رویداد ورزشی دوسالانه است که شرکت در آن برای کارکنان فعال و بازنشسته اجرای قانون و خدمات آتش‌نشانی در سراسر جهان آزاد است. فدراسیون WPFG شاخه ای از فدراسیون ورزشی پلیس کالیفرنیا (CPAF) است، یک سازمان غیرانتفاعی آمریکایی.